# Marcelle Dorr
Pour les articles homonymes, voir Dorr.
Marcelle Francine Barbézieux, épouse Dorr, est née à Crémieu en 1903 et morte en Allemagne en 1943. Résistante pendant la Seconde Guerre mondiale, elle a permis l'évasion de plusieurs centaines de prisonniers.

## Biographie
Marcelle Francine Barbézieux est née le 2 mars 1903 à Crémieu.
Elle épouse Georges Robert Léon Lambert en 1924 à Nancy ; ils divorcent en 1930. Elle épouse Frédéric Raoul Dorr le 16 octobre 1937, ils ont un fils, Marc-Henri.
Dès 1940, elle organise des ravitaillements bénévoles pour les prisonniers transitant par la gare de Nancy en direction de l'Allemagne. Elle crée un réseau d'évasion avec André Cajelot, facteur aux écritures SNCF de Nancy-ville. Ce dernier aiguille les prisonniers vers Marcelle Dorr qui les accueille dans son appartement, leur fournissant de faux papiers. Ce réseau a permis à des centaines de prisonniers de passer en zone libre.
Le réseau est découvert en juin 1941 par un faux prisonnier envoyé par la Gestapo de Nancy. Le 11 juin 1941 elle est arrêtée avec son mari et André Cajelot. Elle revendique la responsabilité de l'organisation, et son mari Raoul Dorr est relaxé après deux mois de prison. Marcelle Dorr est quant à elle condamnée à mort par un tribunal militaire allemand le 4 août 1941. Elle est graciée, mais internée en Allemagne, condamnée à des travaux forcés à perpétuité. Elle est transférée à Cologne puis à Wittlich. Elle est contrainte de travailler dans une usine de déshydratation de pommes de terre, puis au Gerolsteiner Sprudel.
Elle décède d'épuisement le 19 novembre 1943 à Gerolstein (Allemagne) à l'âge de 40 ans.
En 1948, les familles Barbézieux et Dorr font rapatrier son corps à Nancy. Une cérémonie a eu lieu le 14 octobre de la même année à l'église Saint-Fiacre à Nancy .

## Distinctions
- Chevalier de la Légion d'honneur à titre posthume (1949).
- Médaille de la Résistance française à titre posthume (décret du 31 mars 1947).
- Mentions "Morte pour la France" et "Morte en déportation" (arrêté du 22 août 2008)[5].

## Hommages
Un rue honore son nom à Nancy (Meurthe-et-Moselle) depuis 1951.
Une plaque commémorative a été posée en son honneur au Kreisheimatmuseum de Gerolstein (Allemagne).
Un parcours mémoriel en souvenir des victimes et héros de la Seconde Guerre mondiale à Nancy organisé pour le 74e anniversaire de la libération des camps en 2019 mentionne son nom .
Une exposition "Quelle(s) histoire(s) Vivre en Meurthe-et-Moselle de 1871 à l'aube du XXIe siècle" organisée aux archives départementales de Meurthe-et-Moselle (novembre 2021-février 2022) a évoqué la vie de Marcelle Dorr .